# Sugar Sugar Rune
Sugar Sugar Rune (シュガシュガルーン Shuga Shuga Rūn?) o Sugar² Rune es una serie de manga escrita e ilustrada por Moyoco Anno y serializada en la revista de manga shōjo Nakayoshi de agosto de 2004 a abril de 2007. La serie fue recopilada en ocho volúmenes publicados por Kodansha de marzo de 2004 a septiembre de 2007. Sugar Sugar Rune fue adaptada a una serie de televisión de anime producida por Studio Pierrot, que se emitió en TV Tokio del 2 de julio de 2005 al 24 de junio de 2006.

## Argumento
La historia trata sobre dos mejores amigas, Chocola Meilleure y Vanilla Mieux, que son dos jóvenes brujas del mundo mágico. Han sido elegidas para competir en un concurso para ver quién puede recoger más corazones de los niños para convertirse en reina. Con la ayuda de Rock'n Lovin, su mentor y tutor, y dos familiares (Duke y Blanca), la competición comienza para ver quién se convertirá en la próxima Reina del Mundo Mágico.
Sin embargo, empiezan los problemas cuando conocen a Pierre, un muchacho frío y misterioso, que comienza a ganarse el corazón de Chocola y las empieza a utilizar tanto a ella como a Vanilla para sus propios beneficios. Ahora, ambas atrapadas dentro de sus propias nuevas metas, las dos brujas deben luchar por su camino y por mantener una amistad que no se puede derrotar con magia.

## Clasificación de corazones
Los corazones de cristal son joyas en forma de corazón, se supone que juegan un papel importante en la candidatura de la reina, así como en el mundo mágico, porque es la fuente de energía en su dimensión, cada uno de ellos tiene diferentes puntos.
| Color                                 | Ecuré | Emoción |
| ------------------------------------- | --- | --- |
| Amarillo                              | 5 | Ser sorprendido, sorpresa. |
| Naranja                               | 300 | Amor casual, a primera vista, enamoramiento. |
| Verde                                 | 350 | Amistad. |
| Arco Iris (presente solo en el anime) | 500 | Admiración, se utiliza en un concurso en el Reino Mágico de los participantes para recoger los corazones de las niñas en la obtención de amistades. |
| Rosa                                  | 1000 | El golpe punzante o dolor del dulce amor, limerencia.                                                                                               |
| Violeta                               | 2500 | Lujuria. |
| Azul (presente solo en el anime)      | 3000 | Respeto. |
| Rojo                                  | 5000 | Amor profundo, apasionado. |
| Negro                                 | Resta Puntos | El odio, celos, miedo. |
| Blanco                                | Purificados corazones Noir. Conocido como el corazón de la inocencia. Puede, a su vez, transformar familiares de nuevo en lo que fueron. | |

## Personajes
Chocolat Meilleure / Chocolat Kato (ショコラ•メイユール/加藤ショコラ Shokora Meiyuuru/Kato Shokora?)
Voz por: Marika Matsumoto
Chocola es extrovertida. Es la principal protagonista de la serie. Ella es la mejor amiga de Vanilla y es la hija de Cinnamon. Tiene el pelo largo de color naranja, grandes ojos verdes esmeralda, y orejas puntiagudas. No es tan popular como Vanilla, ya que su temperamento hace que la mayoría de los niños le tengan miedo, pero es capaz de hacer amigos en el mundo mágico más fácilmente que Vanilla. Es muy popular en el mundo mágico. Su familiar es una rana, pero muy perezoso llamado Duke. En su mundo, vive con su abuelo, Corne, un poderoso mago que, como Chocola, tiene cierto disgusto por Blanca. Su cumpleaños es el 26 de octubre. A medida que la serie avanza, Chocola empieza a enamorarse de Pierre y (en el anime) terminan intercambiando corazones con él (episodio 51). En el anime pierde el concurso de reina pero vainilla renuncia al trono (haciendo a Chocola la Reina). En el manga Chocola y Pierre perdió su memoria y los hizo regresar unos años más tarde, para la coronación de vainilla.
En francés, el nombre de Chocolat se traduce como "El mejor chocolate"
En el anime, Chocola tiene el poder de purificar el corazón negro después de que Ámbar le de una poción.
Hechizo: Sugar Sugar Rune! Choco-Rune!
Vanilla Mieux/Vanilla Aisu (バニラ•ミュー/愛須バニラ Banira Myuu/Aisu Banira?)
Voz por: Juri Ihata
Vanilla es una chica tímida. La mejor amiga de Chocola, ella es la hija de la Reina Candy. Blanca es su familiar. Tiene el pelo corto y rubio, ojos morados, y orejas puntiagudas. Su cumpleaños es el 2 de abril. Ella es más popular que Chocola con los niños, lo que lleva a Chocola creer que el mundo humano y el mundo mágico son opuestos. Vanilla es también más consentida. Sin embargo, en el tercer volumen Chocola es capaz de pegarle a veces. A mitad de la serie, Vanilla se convierte en ogro princesa, debido al engaño de Pierre. Chocola es capaz de salvarla. En el último tomo del manga se gana el derecho a ser reina, pero se niega a tomar la corona. Finalmente acepta la corona porque Chocola falta. Pero, en el anime, Vanilla da la corona a Chocola porque piensa que Chocola es más adecuado para ser la reina. Ella termina con Woo, tanto en el anime y el manga.
Vanilla traduce el nombre del francés como "La mejor vainilla".
Hechizo: Sugar Sugar Rune! Vani-Rune!
Rockin' Robin / Rock'n Lovin
Voz por: Kenjirō Tsuda
Rockin 'Robin es el mentor de Vanilla y Chocola. También toma los registros de su progreso en el robo de los corazones. Él es una estrella de rock popular en el mundo de los humanos (Nota: Rockin' Robin y "Rock'n Lovin" tienen la misma ortografía en katakana). Aunque puede parecer un poco grosero, él tiene un corazón que cuida, a pesar de que rara vez se muestra. De acuerdo con Blanca, Robin tiene en realidad 6.800 años de edad y usa máscaras faciales para mantener una apariencia juvenil. Él parece ser particularmente miedoso de objetos punzantes. En el manga se sacrifica por Chocola en la batalla final.
Fecha de nacimiento: 7 de noviembre. Altura: 1.88 cm
Duke
Duke es una rana de color rojo y negro que es el familiar Chocola. Él le ayuda a robar los corazones, pero no es de mucha ayuda al principio. Tiene una rivalidad con Blanca. Sobre todo, que es bastante flojo y grosero, y tiene un amplio conocimiento acerca de los corazones que es de utilidad más adelante. Duque es en realidad el hermano pequeño de Cinnamon, que se transformó en una rana. Al final del tomo 6 es devuelto a su forma humana a través de un corazón blanco.
Su verdadero nombre es Poivre que en francés significa pimienta. Duke se utiliza inglés para designar un rango noble.
Blanca
Blanca es un ratón mágico y el familiar de Vanilla. En la historia ayuda a ganar la Vanilla en un primer momento. Le gusta burlarse Chocola, Duke, y casi cualquier persona que le molesta. También le gustan las fiestas del té con sus amigos los ratones. Chocola la llama "rata". A pesar de que tiene una relación muy amarga con Chocola, hay momentos en que ella puede mostrar su lado suave hacia la muchacha.
Su verdadero nombre en Inglés es Libbie / Libby y Blanca es el español para el blanco (forma femenina de blanco).
Pierre Tempête de Neige
Pierre es un chico popular y guapo en la escuela Chocola, pero él tiene un corazón frío, y no es tan inocente como parece. Él es el capitán de los equipos de esgrima y tenis de la escuela y tiene un club de fanes de las niñas estudiantes que son bellas pero crueles y frías de secundaria. Casi nadie puede resistirse a su carisma y encanto. Tiene el pelo blanco rubio y ojos penetrantes, agudos azul hielo; su cumpleaños es el 22 de marzo.
Se descubre en el Volumen 2, que Pierre es también del mundo mágico. Aunque, no es una bruja, pero es el príncipe del clan "Ogro". Como la historia continúa, Pierre comienza a enamorarse de Chocola y, finalmente, (después de perder su corazón), su corazón se vuelve blanco.
Su nombre es el equivalente francés de Pedro.
Pierre se traduce el nombre "Pedro tormenta de nieve".
Houx/Woo and Saule/Soul
Ellos son amigos cercanos de la infancia con Chocola y Vanilla del mundo mágico. Ellos son hermanos gemelos, ya que ambos tienen personalidades muy descaradas que a veces puede llevarlos en problemas. Ambos van al mundo de los humanos como los nuevos estudiantes en la escuela de Chocola y Vanilla para protegerlas. Ambos tienen una fuerte simpatía hacia Chocola, discutiendo acerca de quién será el Rey de Chocola, cuando se ponga la corona.
Sus nombres son las palabras en francés para el acebo y el sauce, respectivamente.
Queen Candy
Es la Reina del Mundo Mágico y la madre de Vanilla. Aunque la madre de Vanilla es una reina, ella mantuvo atentos al candidato de la reina y a la candidatura de la reina para que los ogros no pudieran interferir de nuevo. En el anime, ella pierde la candidatura de la reina, pero después del sacrificio hecho por Cinnamon por el Mundo Mágico, el trono fue entregado a ella después de cambiar el lugar de Cinnamon. En el manga que se sacrifica al final para ayudar a Glacé y que Chocola lo derrote, reconociendo Chocola como Reina del Mundo Mágico.
Cinnamon Meilleure
Madre de Chocolat y una bruja famosa. Ella era una reina y una anterior candidata a reina, junto con Candy Mieux, ganó la candidatura, sin embargo ella sacrificó el trono de la libertad para salvar el mundo mágico. En circunstancias no se explica claramente en el manga, Cinnamon fue a visitar a Glacé, el gran duque de la oscuridad, mientras que Candy asumió el cargo de reina. En el Volumen 7, se revela que Cinnamon tuvo a Chocola en esta época, y que el padre de Chocola es el Rey de los Ogros. Cinnamon fue en realidad familiar de Pierre que le había quitado la voz. Cinnamon lucha contra Glacé al final del Volumen 8, pero se queda con él mientras se desvanece. En el anime, ella se disfraza como un gato negro que Pierre se observan algunas veces acompañadas. En el último episodio, cuando la reina se decide, le pide a Robin y Glacier para ayudarla a cuidar de Chocola. Se dice que Cinnamon y Candy fueron amigas durante la competencia de Reina. Candy nunca recaudo corazones sin importar lo popular que era. Algunos dicen que intencionalmente lo hizo porque sintió que Cinnamon sería mejor reina.
Waffle
Waffle es un personaje solamente del anime, es una chica joven que es bruja, siempre está tratando de conseguir el afecto de Houx. En la serie, siempre causa problemas en las aventuras de Chocola y otros. Al principio, ella tiene cierto disgusto por Chocola, por eso ella va a robarle a Chocola, Houx. Siempre está acompañada de Baya y viaja alrededor de una enorme ardilla voladora.

## Recepción
El manga ganó el Premio de Manga de Kodansha al mejor manga del año 2005.
El manga de Sugar Sugar Rune también fue llamado "el mayor cómico fantasía de los últimos 5 años" por Anime News Network revisor, que elogió el arte moderno y la celebración épica.

## Media

### Manga
El manga de Sugar Sugar Rune abarca ocho volúmenes. En comparación con el anime, que terminó antes que los libros, el manga hace más hincapié en la lucha entre las brujas y los ogros.

### Anime
El anime de Sugar Sugar Rune contiene un total de 51 episodios. El anime es algo diferente del manga, mientras que mantiene la historia original (ampliando sobre él a veces) añade elementos haciendo una franquicia de chicas mágicas más estereotipada. Mientras que omite ciertos componentes relevantes de la historia, como el hecho de que Chocola es en realidad la hija de Glace. Las diferencias principales son que Chocola y Vanilla deben vestirse como brujas para recoger los corazones, el traje de Chocola aparece de color rosa en el anime y el de Vanilla en lila (a diferencia del original negro) y mientras que en el manga deben trabajar a fin de comprar sus varitas y las joyas de hechizos, en el anime se les presentan en la ceremonia de la candidatura de la reina. El anime añade un color adicional de corazón - arco iris. Además de cambiar el final, haciendo que Chocola deba entregar su corazón para salvar la vida de Pierre. Y concluye con Vanilla dándole su corona a Chocola, haciéndola la reina. Además se cambian algunas partes de la historia, así como la participación de sus personajes en diversas batallas. O se altera el tiempo en el que transcurren. Glace no es mostrado como un personaje en el anime, sino como una bola de hielo mágica, y no se profundiza sobre él más que en un retrato. Tampoco se muestran en el anime las formas adultas de los personajes principales, a diferencia del manga. Se omite la relación entre Vanilla y Houx, y también una razón de peso, para su conversión a reina ogro. El corazón de Chocola y Pierre es rojo escarlata al final del manga, mientras que en el anime es rosado.
- Datos: Q865603